# Form og rytme
Form og rytme er en dansk dokumentarfilm fra 1965, der er instrueret af Ulla Ryum.

## Handling
Et utraditionelt portræt af billedhuggeren Lis Hooge-Hansen, der fortæller om sit arbejde til optagelserne fra hendes atelier, hvor hun arbejder med grafik og skulptur i træ og jern.